# György Gémesi
György Gémesi (maďarsky Gémesi György; * 3. leden 1956 Budapešť) je maďarský lékař, politik, šermíř, od roku 1990 starosta města Gödöllő a mezi lety 2017 až 2020 předseda politické strany Nový začátek (ÚK).

## Biografie
Narodil se v revolučním roce 1956 v Budapešti v tehdejší Maďarské lidové republice, jako šesté z celkem osmi dětí. Obecnou školu dokončil v Gödöllő, roku 1974 odmaturoval na Gymnáziu Sándora Petőfiho (Petőfi Sándor Gimnázium). Roku 1980 získal doktorský diplom na Semmelweisově univerzitě. V letech 1980 až 1985 pracoval jako lékař pro institut Országos Testnevelési és Sportegészségügyi Intézet. Mezi lety 1985 a 1990 pracoval jako chirurg v nemocnici Flór Ferenc Kórház. V 80. letech minulého století byl úspěšným sportovcem v šermu, také byl členem maďarské šermířské výpravy pro letní olympijské hry 1984 v Los Angeles, které nakonec MLR na nátlak SSSR z politických důvodů bojkotovala. V letech 1998 až 2008 byl místopředsedou Maďarského olympijského výboru (Magyar Olimpiai Bizottság).

### Politická kariéra
- Komunální volby v Maďarsku 1990: poprvé zvolen starostou města Gödöllő za MDF.
- Komunální volby v Maďarsku 1994: podruhé zvolen starostou města Gödöllő za MDF.
- Parlamentní volby v Maďarsku 1998: zvolen poslancem parlamentu v jednomandátovém volebním obvodu župy Pest č. 4. (Gödöllő) za MDF.
- Komunální volby v Maďarsku 1998: potřetí zvolen starostou města Gödöllő za MDF.
- Parlamentní volby v Maďarsku 2002: zvolen poslancem parlamentu v jednomandátovém volebním obvodu župy Pest č. 4. (Gödöllő) za MDF.
- Komunální volby v Maďarsku 2002: počtvrté zvolen starostou města Gödöllő za MDF.
- Komunální volby v Maďarsku 2006: popáté zvolen starostou města Gödöllő za MDF.
- Komunální volby v Maďarsku 2010: pošesté zvolen starostou města Gödöllő za Gödöllői Lokálpatrióta Klub.
- Komunální volby v Maďarsku 2014: posedmé zvolen starostou města Gödöllő za Gödöllői Lokálpatrióta Klub.
- Parlamentní volby v Maďarsku 2018: kandidoval na 3. místě na celostátní kandidátní listině zeleného hnutí Politika může být jiná (LMP), kterou podporovala jeho i strana Nový začátek.
- Komunální volby v Maďarsku 2019: poosmé zvolen starostou města Gödöllő za Gödöllői Lokálpatrióta Klub.
- Komunální volby v Maďarsku 2024: podeváté zvolen starostou města Gödöllő za Gödöllői Lokálpatrióta Klub.

## Soukromý život
Hovoří anglicky a maďarsky. Je rozvedený, z bývalého manželství má dvě dcery (Márta, Gabriella), jednoho syna (Gergely), dva vnuky a jednu vnučku.
Jeho synovcem je maďarský olympionik a šermíř Csanád Gémesi (* 1986)

## Ocenění
- Maďarský záslužný kříž (1993)
- Ezüst Világfa emlékplakett (2004)
- Az 1956-os Magyar Szabadságkereszt kitüntetés (2006)
- Magyar Esélyegyenlőségi Díj (2022)